# Alain Boureaud
Alain Boureaud, né le 19 août 1960 à Ardentes (Indre), est un entraineur français de basket-ball.

## Biographie
Alain Boureaud a une formation d'instituteur. Il entraine sa première équipe au lycée. À l'époque il écrit des piges sur le basket-ball pour le journal La Nouvelle République du Centre-Ouest lorsque la professeur d'EPS tombe malade, des camarades de classe lui demandent alors de la remplacer.
À 19 ans, Alain Boureaud commence à jouer et à entraîner en même temps.
En 1993, Alain Boureaud intègre la Fédération française de basket-ball en tant que CTS de la région Centre. Il entraîne principalement pour la fédération et encadrant les pôles espoirs de Bourges, Mont-de-Marsan et Amiens. Parallèlement il entraîne la Berrichonne de Châteauroux en N1B alors équivalent de la Ligue 2 actuelle.
Entre 1998 et 2006, Alain Boureaud est l’assistant d'Alain Jardel à la tête de l'équipe de France de basket-ball féminin où il est chargé de se renseigner sur les futurs adversaires puis en tant qu'assistant en 2006. Pendant qu'il est dans l'encadrement, la France retrouve les sommets européens, remportant une médaille d'argent au championnat d'Europe 1999 puis le titre européen lors de l'édition suivante. La France dispute son premier tournoi olympique en 2000, terminant meilleure nation européenne. Il dispute sa dernière compétition lors du championnat du monde 2006 où la France termine à la cinquième place. Il entraine ensuite quelques équipes masculines.
À l'été 2012, Alain Boureaud pose ses valises au club féminin de l'Avenir Basket Chartres, qui finit la saison régulière de Nationale 1 à la 2e place de la poule B. Les joueuses sont ainsi qualifiées pour les playoffs dont elles finissent 3e, synonyme d'accession en Ligue féminine 2 (LF2).
Au terme de la saison 2013-2014 en Ligue 2, le contrat d'Alain Boureaud n'est pas renouvelé à la tête de l'Avenir Basket Chartres.

## Parcours
- 1993-1998 : Conseiller technique en région Centre
- 1998-2006 : France féminine (assistant)
- 2012-2014 : Avenir Basket Chartres (NF1 puis LF2)

## Palmarès
- 2012 : Montée en Ligue 2 dès la première année.